# The Greatest Story Ever Told (film)
The Greatest Story Ever Told is een Amerikaanse dramafilm uit 1965 onder regie van George Stevens. De film werd destijds in Nederland uitgebracht onder de titel Het grootste verhaal aller tijden.

## Verhaal
Na de geboorte van Jezus in de stal van Bethlehem moeten Jozef en Maria naar Egypte om te ontsnappen aan de wraak van koning Herodes. Bij zijn terugkeer ziet Jezus hoe zijn volk wordt onderdrukt door de Romeinen.

## Rolverdeling
| Acteur               | Personage                                          |
| -------------------- | -------------------------------------------------- |
| Max von Sydow        | Jezus                                              |
| Dorothy McGuire      | Maagd Maria                                        |
| Michael Anderson jr. | Jakobus de Jongere                                 |
| Carroll Baker        | Veronica                                           |
| Ina Balin            | Marta van Bethanië                                 |
| Victor Buono         | Sorak                                              |
| Richard Conte        | Barabbas                                           |
| Joanna Dunham        | Maria Magdalena                                    |
| José Ferrer          | Herodes Antipas                                    |
| Telly Savalas        | Pontius Pilatus                                    |
| Van Heflin           | Bar Amand                                          |
| Charlton Heston      | Johannes de Doper                                  |
| Martin Landau        | Kajafas                                            |
| Angela Lansbury      | Claudia                                            |
| Pat Boone            | Engel bij het graf                                 |
| Janet Margolin       | Maria van Bethanië                                 |
| David McCallum       | Judas Iskariot                                     |
| Donald Pleasence     | "De donkere kluizenaar" (personificatie van Satan) |
| Roddy McDowall       | Matteüs                                            |
| Joseph Schildkraut   | Nicodemus                                          |
| Claude Rains         | Herodes de Grote                                   |
| Sidney Poitier       | Simon van Cyrene                                   |